# М'якух болотяний
{{#ifeq:0|0|{{#if:|{{#if:Hammarbyapaludosa|[[]}}|}}}}
М'якух болотяний, хамарбія болотна (Hammarbya paludosa Kuntze; народна назва — малаксис) — багаторічна кореневищна трав'яниста рослина родини зозулинцеві (Orchidaceae). Занесена до Червоної книги України (1996). вид монотипного роду Hammarbya.

## Біоморфологічна характеристика
Багаторічна трав'яниста рослина заввишки 3–20(25) см. Має тонке кореневище, п'ятигранне, тонке, голе стебло, яке біля основи має овальне бульбоподібне потовщення, з 2–4 листками в нижній частині. Листки жовтувато-зелені, дрібні, від еліптичних або вузько-еліптичних, 0.3–3.5 × 0.1–1.5 см. Суцвіття — видовжена багатоквіткова негуста китиця. Квітки дрібні, від жовтуватих до зелених. Цвіте у липні — серпні. Розмножується насінням і вегетативно. Коробочки еліпсоїдні, 4 × 2 мм. 2n=28.

## Поширення й екологія
В Україні поширена на Поліссі, в Українських Карпатах, Передкарпатті, Розточчі, Лісостепу (м. Кременець Тернопільської області, м. Сміла Черкаської області). Зникла на околицях Києва, у Полтавській та Харківській області.
Вид поширений також на Скандинавському півострові, Атлантичній i Центральній Європі, Середземномор'ї, Сибіру.
Цей вид зазвичай зростає на відкритих кислих сфагнових болотах, також у дуже вологих лісах, і зрідка по краях струмків, на торф'яному багні і серед трав.

## Загрози й охорона
Основними загрозами для виду є вирубка лісу, видобуток торфу та осушення водно-болотних угідь. Особливо під загрозою вид у Європі.
В Україні вид під охороною — у природному заповіднику «Медобори», у заказнику загальнодержавного значення Сомине (Рівненська область), а також у Нобельському національному природному парку.